# Severnij
Severnyj (in lingua russa Северный; in lingua komi: Севернöй) è un insediamento di tipo urbano di 3 680 abitanti situato in Russia, nella Repubblica dei Komi. Fa parte del circondario urbano della città di Vorkuta e si trova vicino all'omonimo fiume.